# Manfred Scholich
Manfred Scholich (* 1934/1935; † 12. Januar 2009) war ein deutscher Sportwissenschaftler und Sportbuchautor.

## Leben
Scholich studierte bis 1955 Sport an der Universität Greifswald.
Er war danach als Trainingswissenschaftler an der Deutschen Hochschule für Körperkultur in Leipzig tätig, 1979 brachte er das Buch Kreistraining heraus, welches später in weiteren Auflagen erschien und welches er in Teilen bereits 1965 als Beiheft in der Zeitschrift Theorie und Praxis der Körperkultur veröffentlicht hatte. Er befasste sich in seiner wissenschaftlichen Arbeit an der DHfK unter anderem mit Trainingsaspekten im leichtathletischen Mittel- und Langstreckenlauf sowie in der Disziplin Gehen, mit der Nachwuchsarbeit in der Leichtathletik und über die Leichtathletik hinaus mit dem Training in Ausdauersportarten.
Nach dem Ende der DDR und der Auflösung der DHfK veröffentlichte Scholich unter anderem wissenschaftlichen Erkenntnisse in der Zeitschrift Leipziger sportwissenschaftliche Beiträge sowie in Leichtathletik-Fachblättern wie Die Lehre der Leichtathletik, beschäftigte sich in seinen Artikeln weiterhin insbesondere mit Lauf- und Gehdisziplinen. 1992 brachte er einen Beitrag über „vergessene Leichtathletikwettbewerbe“ wie Dreibeinlauf, Rückwärtslauf, Sacklaufen, Tauziehen, Klootschießen und Schleuderballwerfen heraus. Scholich gehörte ebenfalls zu den Verfassern des von Karl-Heinz Bauersfeld und Gerd Schröter herausgegebenen Buches Grundlagen der Leichtathletik. Das Standardwerk für Ausbildung und Praxis.
Von 1994 bis 2001 war Scholich bei der Deutschen Triathlon Union (DTU) als Disziplintrainer Lauf tätig und war im Rahmen dieser Arbeit unter anderem für die Nationalmannschaft auf Trainingslehrgängen, Wettkämpfen und Sichtungsveranstaltungen im Einsatz. Er war bei der DTU zudem in der Trainerausbildung beschäftigt. Diese Tätigkeit beendete er 2008.
Er starb am 12. Januar 2009 im Alter von 74 Jahren.